# Elecciones estatales de Sajonia-Anhalt de 1990
Las elecciones estatales en Sajonia-Anhalt en 1990 fueron la primera elección al Landtag de Sajonia-Anhalt desde la reconstitución del Estado de Sajonia-Anhalt después de la reunificación de Alemania. Tuvieron lugar el 14 de octubre de 1990. Votaron 2.234.994 personas; la participación fue del 65,1%.
La CDU se convirtió con el 39,0% de los votos en la fuerza política más fuerte, el SPD llegó al 26,0% de los votos. Los Demócratas Libres (FDP) entraron en el parlamento con el 13,5%, el Partido del Socialismo Democrático (PDS) con el 12,0% y la Lista Verde/Foro Nuevo con un 5,3% de los votos.
El número original de escaños se incrementó de 98 a 106 después de que la CDU obtuviera 4 escaños excedentarios. Este partido ganó 48 de los 49 escaños directos. Sólo en el distrito electoral de Magdeburg II ganó el SPD con Reinhard Hoeppner.
Una coalición cristiano-liberal se formó bajo el primer ministro Gerd Gies (CDU).

## Resultados

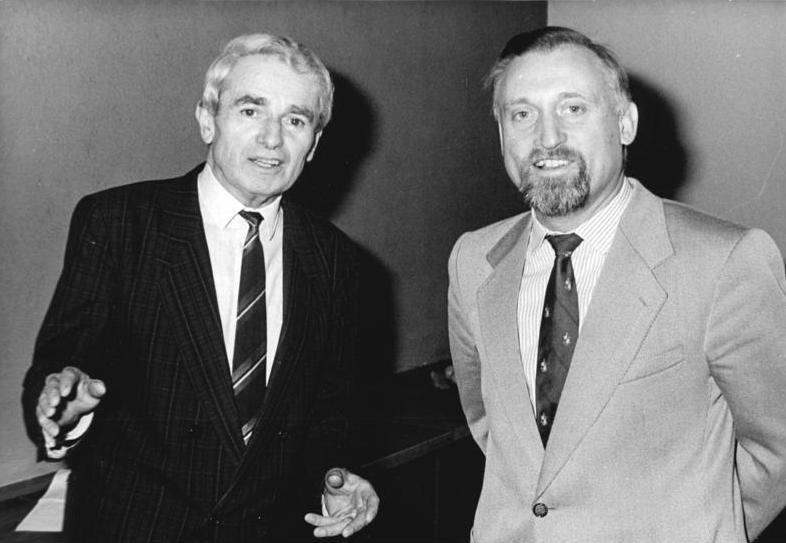
Negociaciones de coalición entre la CDU y el FDP el 24 de octubre de 1990, Gerd Brunner (FDP) y Gerd Gies (CDU).

Los resultados fueron:
| Partido Político | Partido Político                    | Porcentaje | Escaños |
| ---------------- | ----------------------------------- | ---------- | ------- |
|                  | Unión Demócrata Cristiana           | 39.0       | 48      |
|                  | Partido Socialdemócrata de Alemania | 26.0       | 27      |
|                  | Partido Democrático Liberal         | 13.5       | 14      |
|                  | Partido del Socialismo Democrático  | 12.0       | 12      |
|                  | Lista Verde/Foro Nuevo              | 5.3        | 5       |
|                  | Otros                               | 4.1        | 0       |